# K239 Chunmoo
K239 Chunmoo (укр. «Чхонму») — реактивна артилерійська система, розроблена в 2013 році для заміни застарілої K136 Kooryong південнокорейської армії.

## Дизайн і розробка
K239 Chunmoo — це самохідна реактивна система залпового вогню (РСЗВ), яка здатна запускати кілька різних керованих і некерованих артилерійських ракет.
K239 здатний запускати 131-мм ракети K33, але не 130-мм ракети (такі як K30, K37 і K38), які використовуються в існуючій реактивній артилерійській системі K136 Kooryong. Пускова установка K239 несе дві пускові платформи, які можуть вміщати три типи ракет:
- 20 некерованих реактивних снарядів K33 калібру 131 мм, які раніше використовувалися на K136 Kooryong, з дальністю 36 км (всього 40)[7].
- Шість 230-мм реактивних снарядів KM26A2 на базі 227-мм некерованої ракети M26 DPICM, що використовується в машинах РСЗВ M270, що експлуатуються армією Південної Кореї, з дальністю 45 км (загалом 12)[8].
- Шість 239-мм керованих реактивних снарядів з боєголовками високої вибухової здатності проникнення або касетними бомбами з сотнями бомб, призначених для K239 Chunmoo з дальністю 80 км (загалом 12)[9][10].

239-міліметрові ракети мають довжину 3,96 м і керуються INS за допомогою GPS. Ракета розроблена для оснащення двома типами боєголовок: фугасною боєголовкою, розробленою як розрив бункерів, або боєголовкою касетної бомби з сотнями бомб, для використання проти персоналу на великій території. Боєголовка фугасної дії розривається при ударі для використання проти особового складу та розривається після затримки для знищення бункерів; Армія Південної Кореї вимагала, щоб керована ракета мала боєголовку з проникаючою частиною, яка використовувалася як рішення для руйнування бункерів проти великої кількості бункерів уздовж DMZ.
Два різних типи ракетних контейнерів можна завантажити одночасно. Ракетний блок може випустити шість 239-мм ракет за 30 секунд і загалом 12 ракет за одну хвилину, а дві ракетні блоки можна перезарядити за сім хвилин. Ракета-носій базується на шасі вантажівки Doosan DST (тепер Hanwha Defense) K239L 8×8 з броньованою кабіною, яка захищає екіпаж із 3 осіб від вогню стрілецької зброї та осколків артилерійських снарядів, а також забезпечує РХБ захист. Автомобіль може підніматися на схили 60 % (20 градусів) і оснащений антиблокувальною системою гальм (ABS), шинами Run-flat і центральною системою накачування шин (CTIS). Кожна пускова установка Chunmoo працює в парі з машиною підтримки боєприпасів K239T (ASV), яка використовує той самий тип шасі вантажівки та має чотири блоки перезарядки. Батарея Chunmoo Army ROK складається з 18 машин і використовує K200A1 як командну машину.

### Витоки
Розробка K239 Chunmoo почалася в 2009 році і була завершена наприкінці 2013 року. Адміністрація оборонної програми Південної Кореї (DAPA) витратила 131,4 мільярда вон (112,4 мільйона доларів) на проект створення заміни РСЗВ K136 Kooryong. Початкове виробництво було здійснено в серпні 2014 року. Основним призначенням РСЗВ Chunmoo є придушення артилерійських систем Північної Кореї в разі війни.
- З метою зниження витрат на експлуатацію та технічне обслуговування пускова система Chunmoo встановлена на модифікованому шасі чотиривісної корейської вантажівки, яка має меншу прохідність у порівнянні з гусеничною технікою.
- Артилерійська частина не має стаціонарних пускових рейок. Це дозволяє Chunmoo транспортувати та використовувати пускові контейнери, що містять різні типи ракет, з однієї платформи[15].
- Кабіна машини броньована для захисту від малокаліберної зброї та осколків артилерійських снарядів[5].
- Він оснащений вантажопідйомним пристроєм, аналогічним РСЗВ. Орієнтовний максимальний час підзарядки становить 10 хвилин.
- Система Chunmoo включає транспортну та зарядну машину боєприпасів на загальному шасі 8x8, а також два комплекти транспортних та розвантажувальних контейнерів[11].
- Корейська армія попросила, щоб Chunmoo був розроблений для стрільби різними типами боєприпасів. Це включає в себе 227-мм стандартні РСЗВ, а також 131-мм і 239-мм південнокорейські ракети. Максимальна дальність дії боєприпасів калібру 131 мм становить до 36 км, а для боєприпасів калібру 239 мм — приблизно 80 км.
- Запуск ракет може здійснюватися як з кабіни бойової машини, так і за допомогою приладу дистанційного керування вогнем.
- Система Chunmoo була призначена для транспортування літаками типу C-130, щоб її було легко розгорнути.

### Придбання та розгортання
У жовтні 2014 року Південна Корея оголосила про закупівлю 58 РСЗВ Chunmoo. У серпні 2015 року армія Південної Кореї почала розгортати батареї Chunmoo.

## Варіанти

### Homar-K
Homar-K (укр.: Лобстер, K від Korean) — польська реактивна система залпового вогню, що поєднує покращену пускову установку K239 та вітчизняну колісну базу від вантажівки Jelcz P883.57 8x8. Система, яка побудована, що відповідати вимогам польського війська, буде зрештою інтегрована до система керування вогнем Topaz, що було розроблена Польщею, та буде обслуговуватися 239 мм південнокорейськими направленими ракетами CGR080, що виготовляються в Польщі за ліцензією, і 600 мм тактичними ракетами короткої дальності, що більш відомі як CTM290 (Chunmoo Tactical Missile) з радіусом ураження 290 км. Hanwha Aerospace на етапі подальшої розробки, щоб використовувати польські 122 мм ракети в системах Homar-K.

## Покращення

### Ракети збільшеної дальності
У червні 2022 року Агентство оборонного розвитку Південної Кореї оприлюднило спроби збільшити радіус дії 239-мм ракет Chunmoo до 200 км. Це дало б їм дальність, подібну до північнокорейського 300-мм KN-09. Дослідження та розробки спрямовані на оцінку технології канального ракетного двигуна, яка додає повітрозабірник, який поглинає зовнішнє повітря та поєднує його з газогенератором для згоряння для створення більшої тяги, а також клапан, який контролює потік газу для маневрування. Також проводяться дослідження більшої 400-мм ракети, якої Chunmoo міг би нести чотири.

### KTSSM-2
27 квітня 2022 року Адміністрація програми оборонних закупівель Південної Кореї оголосила про план розробки тактичної керованої зброї наземного базування (KTSSM-2), встановленої на транспортному засобі. Метою цього проекту розробки є вдосконалення існуючого KTSSM-1 для збільшення дальності зі 180 км до 290 км та інтеграції систем тактичних балістичних ракет у різні типи пускових установок Transporter Erector Launcher (TEL), таких як K239 Chunmoo. Проект розробки планується розпочати в 2023 році, а завершити розробку із загальним бюджетом 1,56 трильйона вон (1,232 мільярда доларів США) планується до 2034 року.

## Експорт

### Об'єднані Арабські Емірати
У 2017 році Hanwha Defense оголосила на ADEX (Аерокосмічна та оборонна виставка) у Сеулі, що підписала контракт на нерозголошення на суму 700 мільярдів вон на експорт K239 Chunmoo до певної країни Близького Сходу, а пізніше стало відомо, що Об'єднані Арабські Емірати підписала контракт на постачання з Hanwha Defense, включаючи 12 K239 Chunmoo, 12 K239T Ammunition Support Vehicles, ракети з GPS-наведенням та боєприпаси. Пізніше, у лютому 2021 року, 12 систем K239 Chunmoo та 12 K239T Ammunition Support Vehicles були доставлені до Об'єднаних Арабських Еміратів.

### Польща
27 серпня 2022 року міністр оборони Польщі Маріуш Блащак заявив, що тривають переговори щодо придбання реактивної артилерійської системи Південної Кореї. 13 жовтня 2022 року Польське агентство з питань озброєнь оголосило, що переговори з Південною Кореєю щодо придбання майже 300 систем K239 Chunmoo завершені, а рамкова угода буде підписана 17 жовтня. Спочатку Польща мала намір закупити 500 американських пускових установок M142 HIMARS, але такі замовлення не можна було виконати в задовільний термін, тому було прийнято рішення розділити замовлення HIMARS на два етапи, закупивши менше з них і додавши закупівлі Chunmoo; перші південнокорейські пускові установки мають бути поставлені у 2023 році. 19 жовтня 2022 року у Польщі підписано контракт на постачання 288 РСЗВ Chunmoo на шасі Jelcz 8x8, оснащених польською інтегрованою системою управління боєм TOPAZ, а також 23 тисяч ракет із дальністю 80 та 290 кілометрів. 20 серпня 2023 один Homar-K, що завершив інтеграцію системи і тестування в Південній Кореї, був розгорнутий в 18-ій механізованій дивізії сухопутних військ Польщі після своєї поставки до Польщі.

## Оператори

### Поточні оператори
Польща
- Сухопутні війська Польщі: з 2023 року до Сухопутних військ Польщі буде поставлено 288 систем[30][26][27][28].
  - 18-та механізована дивізія: отримала 1 Homar-K станом на 20 серпня 2023[33].

 Південна Корея
- Збройні сили Республіки Корея: загалом 218 систем перебувають на озброєнні армії та Корпусу морської піхоти Республіки Корея[3][34][35].

 ОАЕ
- Сухопутні війська Об'єднаних Арабських Еміратів[en]: В армії Об'єднаних Арабських Еміратів перебуває на озброєнні загалом 12 систем[23][24][25].

### Потенційні оператори
- Норвегія: 27 вересня 2022 року Hanwha Defence підписала меморандум про взаєморозуміння (MOU) з норвезькою Kongsberg Gruppen щодо впровадження реактивної артилерійської системи залпового вогню K239 Chunmoo[36].

## Виноски
1. ↑  Назва Чхонму (天橆) означає накривати/покривати небо. Таку назву дали через те, що дим від ракети покривав небо, коли одночасно було запущено 20 ракети 131 мм.
2. ↑  кор.: хангиль: K239 천무, ханча: K239 天橆, НЛ: K239 Cheon-mu